# Kabinett Stolpe I
Das Kabinett Stolpe I bildete vom 1. November 1990 bis zum 11. Oktober 1994 die Landesregierung von Brandenburg.
Im Unterschied zu den anderen neuen Ländern besaßen CDU und FDP nach den Landtagswahlen 1990 keine Mehrheit im brandenburgischen Landtag. Die SPD unter Spitzenkandidat Manfred Stolpe erreichte ihr bestes Ergebnis im Osten; für eine Koalition mit Bündnis 90 reichte es allerdings auch nicht. Neben einer Großen Koalition war eine Zusammenarbeit von SPD, Bündnis 90 und der FDP die einzige realistische Regierungsoption. Diese wurde am 1. November 1990 vereidigt; Manfred Stolpe wurde erster Ministerpräsident Brandenburgs und zugleich erster SPD-Ministerpräsident in einem der neuen Länder. Zudem führte er die erste so genannte Ampelkoalition in der Bundesrepublik Deutschland an.

## Mitglieder der Landesregierung
| Amt                                                          | Name                                     | Partei                                                  | Partei                                                                               |
| ------------------------------------------------------------ | ---------------------------------------- | ------------------------------------------------------- | ------------------------------------------------------------------------------------ |
| Ministerpräsident                                            | Manfred Stolpe                           |                                                         | SPD                                                                                  |
| Stellvertreter des Ministerpräsidenten                       | Alwin Ziel                               | SPD                                                     |                                                                                      |
| Inneres                                                      | Alwin Ziel                               | SPD                                                     |                                                                                      |
| Finanzen                                                     | Klaus-Dieter Kühbacher                   | SPD                                                     |                                                                                      |
| Justiz und Bevollmächtigter des Landes Brandenburg beim Bund | Hans-Otto Bräutigam                      |                                                         | parteilos                                                                            |
| Wirtschaft, Mittelstand und Technologie                      | Walter Hirche                            |                                                         | FDP                                                                                  |
| Arbeit, Soziales, Gesundheit und Frauen                      | Regine Hildebrandt                       |                                                         | SPD                                                                                  |
| Ernährung, Landwirtschaft und Forsten                        | Edwin Zimmermann                         | SPD                                                     |                                                                                      |
| Bildung, Jugend und Sport                                    | Marianne Birthler (bis 29. Oktober 1992) |                                                         | Bündnis 90                                                                           |
| Bildung, Jugend und Sport                                    | Roland Resch (ab 16. Dezember 1992)      | Bündnis 90 (1992–1993), Bündnis 90/Die Grünen (ab 1993) |                                                                                      |
| Wissenschaft, Forschung und Kultur                           | Hinrich Enderlein                        |                                                         | FDP                                                                                  |
| Umwelt, Naturschutz und Raumordnung                          | Matthias Platzeck                        |                                                         | Bündnis 90 (1990–1993), BürgerBündnis freier Wähler (1993–1994), parteilos (ab 1994) |
| Stadtentwicklung, Wohnen und Verkehr                         | Jochen Wolf (bis 31. August 1993)        |                                                         | SPD                                                                                  |
| Stadtentwicklung, Wohnen und Verkehr                         | Hartmut Meyer                            |                                                         | SPD                                                                                  |

## Veränderungen im Kabinett
Während der Legislaturperiode wurde Ministerpräsident Manfred Stolpe mit Vorwürfen zu Stasi-Kontakten während seiner Zeit als Konsistorialpräsident konfrontiert. Auch ein parlamentarischer Untersuchungsausschuss im Landtag Brandenburg wurde eingesetzt. Am 29. Oktober 1992 trat Bildungsministerin Marianne Birthler aufgrund dieser Stasi-Vorwürfe gegen Stolpe zurück. Ihr Nachfolger wurde Roland Resch.
Im Mai 1993 wurde das Bündnis 90 mit Die Grünen vereinigt, wogegen Teile des brandenburgischen Landesverbandes plädierten und stattdessen das BürgerBündnis freie Wähler gründeten. Dazu gehörte auch Umweltminister Matthias Platzeck. Das zweite Kabinettsmitglied von Bündnis 90, Roland Resch, blieb hingegen auch über die Fusion hinaus Parteimitglied.
Am 31. August 1993 trat Bauminister Jochen Wolf (SPD) wegen einer Immobilienaffäre zurück.
Im Frühjahr 1994 stellte der Vorsitzende des BürgerBündnis, Günter Nooke, eine Aussage des Ministerpräsidenten im Untersuchungsausschuss öffentlich infrage, woraufhin die SPD die Koalition mit Bündnis 90 sowie dem BürgerBündnis aufkündigte. Bis zur Landtagswahl im Herbst desselben Jahres regierte Brandenburg eine rot-gelbe Minderheitsregierung. Die Bündnis-Minister Matthias Platzeck und Roland Resch blieben aber im Kabinett.